# Eridolius brevicornis
Eridolius brevicornis är en stekelart som beskrevs av Dmitriy R. Kasparyan 1985. Eridolius brevicornis ingår i släktet Eridolius och familjen brokparasitsteklar. Inga underarter finns listade i Catalogue of Life.